# Xưởng đóng tàu Nelson
Xưởng đóng tàu Nelson là một bến du thuyền, một di sản văn hóa nằm tại làng English Harbour, Antigua. Nó là một phần của Vườn quốc gia Xưởng đóng tàu Nelson bao gồm cả Nhà Clarence và Shirley Heights. Tên của nó được đặt theo Đô đốc hải quân Horatio Nelson, người từng có khoảng thời gian ở tại xưởng đóng tàu từ năm 1784 đến 1787. Xưởng đóng tàu Nelson là nơi neo đậu của một số thuyền buồm và du thuyền ở Antigua, đồng thời cũng là nơi diễn ra một số sự kiện như cuộc đua du thuyền Antigua Sailing Week.

## Lịch sử
English Harbour nhanh chóng trở thành một tâm điểm cho việc thành một căn cứ hải quân ở Antigua. Nằm ở phía nam của đảo, nó có vị trí thuận lợi để giám sát được các đảo lân cận Guadeloupe của Pháp. Ngoài ra, bến cảng tự nhiên ở đây là nơi rất phù hợp để bảo vệ các tàu và hàng hóa trước các cơn bão. Năm 1671, con tàu đầu tiên được ghi nhận tới English Harbour là du thuyền "Dover Castle". Nó được sử dụng bởi thống đốc Quần đảo Leeward như là để tuần hành tới các đảo thuộc thẩm quyền và xua đuổi hải tặc.
Vào năm 1704 khi Pháo đài Berkeley được thiết lập tại English Harbour như là một trong 20 pháo đài bảo vệ bờ biển Antigua. Đến năm 1707, các tàu hải quân sử dụng nơi đây như là một trạm lưu trú, nhưng tại đây chưa có cơ sở vật chất để đóng, bảo dưỡng hoặc sửa chữa tàu thuyền. Năm 1723, English Harbour được sử dụng thường xuyên bởi Hải quân Hoàng gia Anh, và trong khoảng thời gian cuối năm đó, nơi đây đã đạt được danh tiếng như là một bến cảng tự nhiên an toàn khi 35 con tàu neo đậu ở các nơi khác ở Antigua bị cuốn lên bờ, trong khi HMS Hector và HMS Winchelsea neo đậu tại English Harbour không hề bị hư hại nào. Ngay sau đó, một sĩ quan Hải quân Anh đã kiến nghị về việc xây dựng một xưởng sửa chữa, bảo dưỡng tàu ở English Harbour. Năm 1728, xưởng tàu đầu tiên với tên gọi St. Helena được xây dựng ở phía đông bến cảng bao gồm một nhà tời cho việc hạ thủy tàu thuyền, một nhà kho đá và ba nhà kho bằng gỗ sử dụng để lưu trữ các dụng cụ phục vụ công việc hạ thủy. Không có nhân viên sửa chữa ngoài nào ở xưởng đóng tàu, tất cả các công việc trên tàu và sửa chữa đều được các thủy thủ của tàu đảm nhiệm. Các hoạt động hải quân ở English Harbour sớm phát triển, vượt ra khỏi quy mô của một xưởng đóng tàu nhỏ ban đầu và kế hoạch đã được thực hiện để phát triển khu vực phía tây bến cảng với nhiều tiện ích mới.
Viêc xây dựng Xưởng đóng tàu Hải quân hiện đại bắt đầu được thực hiện vào những năm 1740. Người lao động là những nô lệ đã được đưa đến từ các đồn điền lân cận tới đây để làm việc tại xưởng. Năm 1745, một đường dẫn từ các nhà kho bằng gỗ tới khách sạn, cửa hàng Copper & Lumber, cùng với đó là việc cải tạo đất đai để mở rộng bến tàu được tiến hành. Việc xây dựng tiếp tục diễn ra từ 1755 đến 1765 khi Commander-in-Chief được xây dựng như là nơi đóng quân chính tại đây. Ngoài ra, một nhà kho khác, nhà bếp và một nơi ở cho các sĩ quan đi săn bắn cũng đã được dựng lên. Phần đầu của Xưởng cưa được xây dựng, bến tàu được cải tạo và một bức tường đá nhằm bảo vệ xưởng đóng tàu được tiến hành xây dựng. Giữa những năm 1773 đến 1778, quá trình hoàn thiện tiếp tục được thực hiện. Ranh giới của bức tường được kéo dài cho đến như ngày nay. Nhà canh gác, Nhà bảo vệ cổng, hai nhà cột tàu, nhà ụ tời cáp và những gian chứa vải bạt,chão, cửa hàng quần áo cũng đã được xây dựng. Bệnh viện Hải quân đầu tiên trên đảo được xây dựng ngoài xưởng đóng tàu. Nhiều tòa nhà ngày nay ở xưởng đóng tàu được xây dựng trong một chương trình được thực hiện từ năm 1785 đến 1794. Văn phòng Kỹ sư, cửa hàng nhựa đường được xây dựng vào năm 1788 và bức tường được mở rộng để xây dựng các tòa nhà mới. Năm 1789, cửa hàng Copper & Lumber được hoàn thành, và sau đó là gian chứa vải bạt, chão, quần áo cũng đã hoàn thành vào năm 1792. Tiệm rèn cũng đã xuất hiện ngay từ thời kỳ này. Quá trình xây dựng này trùng với khoảng thời gian Đô đốc Nelson cai quản xưởng đóng tàu từ năm 1784 đến 1787. Năm 1855, Trụ sở chính Hải quân và Nhà thông sự được xây dựng, ngày nay trở thành Bảo tàng Xưởng đóng tàu.
Năm 1889, Hải quân Hoàng gia Anh bỏ xưởng đóng tàu này và nó rơi vào tình trạng đổ nát. Hội những người bạn của English Harbour bắt đầu phục hồi xưởng vào năm 1951 và một thập kỷ sau đó nó đã được mở cửa cho công chúng tham quan. Trong số các tòa nhà ban đầu là hai khách sạn, một bảo tàng, cửa hàng thủ công và thực phẩm, nhà hàng, bến du thuyền lớn. Những con đường mòn đi bộ đường dài mở ra trong và xung quanh vườn quốc gia.

## Hình ảnh
Hình ảnh từ Xưởng đóng tàu Nelson, Antigua.

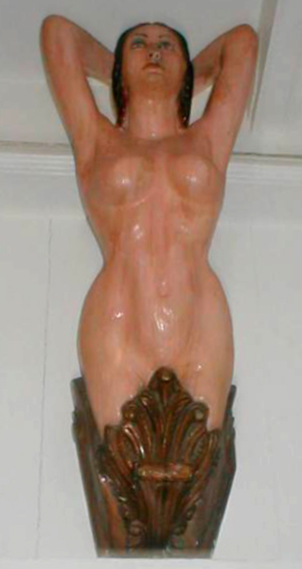
Bù nhìn tại xưởng đóng tàu Nelson, Antigua
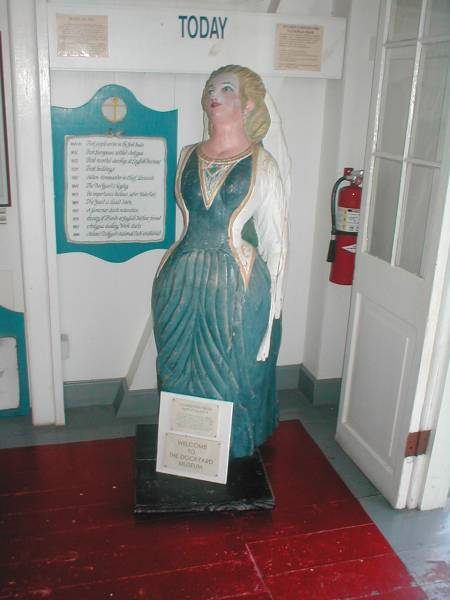
Bù nhìn tại xưởng đóng tàu Nelson, Antigua
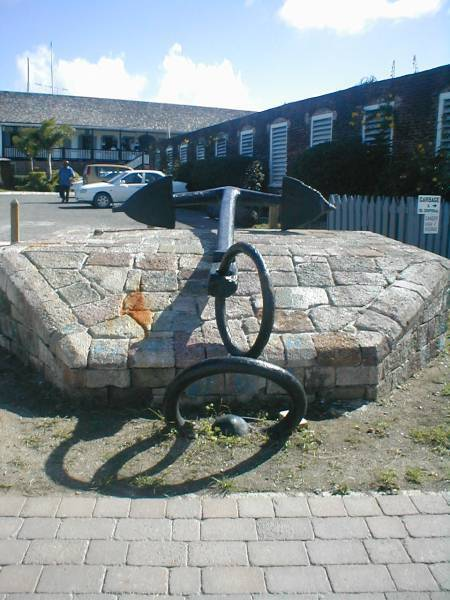
Neo tàu tại Xưởng đóng tàu Nelson, cùng với nhà ở cho Sĩ quan, gian nhà để vải bạt, chão và cửa hàng quần áo.
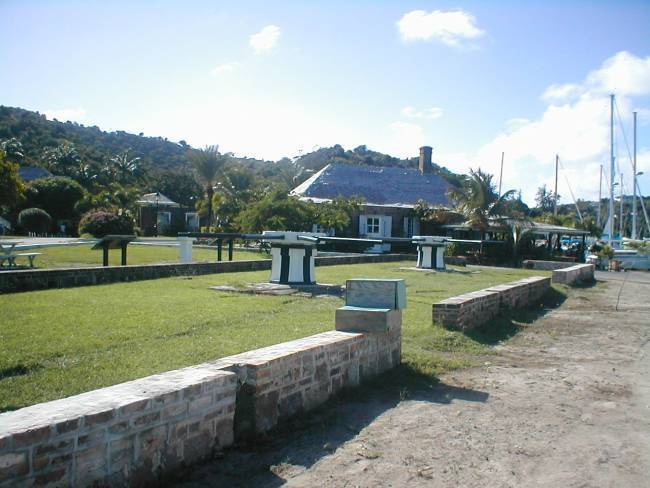
Phần còn lại của Nhà ụ tời cáp với 3 ụ tời được sử dụng để hạ thủy, phía xa là nhà bếp.
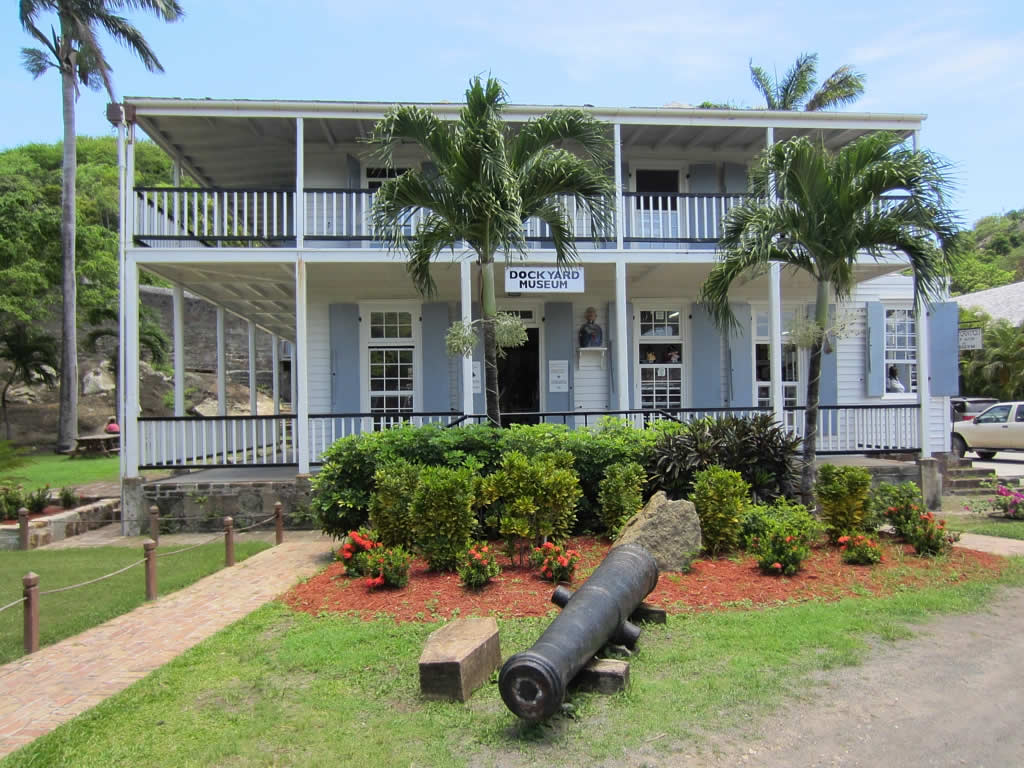
Nhà Sĩ quan Hải quân cũ (ngày nay là Bảo tàng Xưởng đóng tàu)
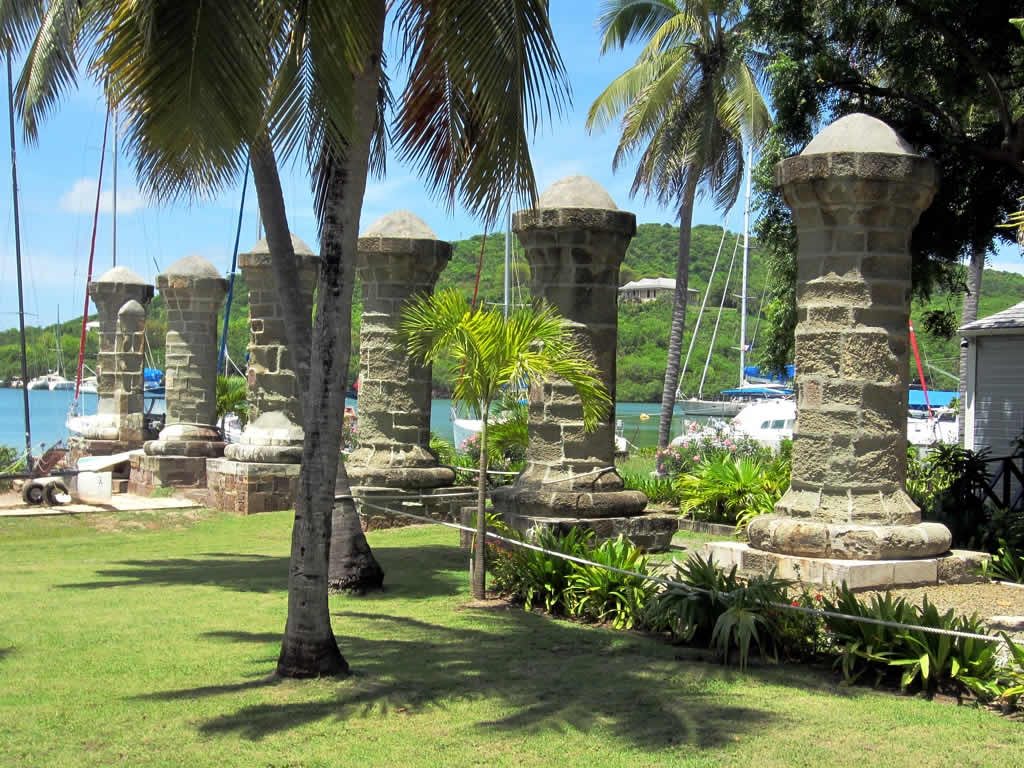
Những cột trụ còn xót lại của Nhà thuyền và kho để buồm sau ảnh hưởng của một cơn bão năm 1871 khiến nó bị tốc mái